# CSRP
Планува́ння ресу́рсів, синхронізо́ване зі споживаче́м (CSRP  англ. Customer Synchronized Relationship Planning) — бізнес-методологія, яка переносить ту частину діяльності підприємства, що орієнтована на покупця, в центр системи управління бізнесом.
Призначення CSRP — створення продуктів з підвищеною цінністю для покупця, тобто продуктів, що якнайповніше відповідають специфічному набору вимог кожного конкретного покупця.

## Передумови створення
Найуспішніші виробники останнього десятиліття минулого століття виявили, що інформацію про конкретного покупця та реалії ринку не так просто звести разом і не так легко застосувати для підвищення ефективності бізнесу. Основна складність, як виявилося, полягала в тому, що виробнича ефективність може бути визначена, змодельована, виміряна та досягнута, а тенденції ринку настільки складні і динамічні, що їх достатньо складно виміряти, і ще складніше — адекватно прогнозувати. Виробнича ефективність була результатом теорії, практики та досвіду управління бізнесом останнього десятиліття. Найшвидший і передбачуваний шлях покращання виробничих показників — це підвищення цінності продукту для споживача (нові можливості науки, нові технологічні рішення) та зменшення вартості продукту шляхом скорочення витрат чи удосконалення виробництва (використання нових ресурсозберігаючих та інформаційних технологій) для створення нової цінності продукту.
Досвід показує, що виробнича ефективність може дати короткотермінову вигоду, але в довготерміновому плані виробничі методи та технології можуть бути швидко підхоплені та повторені конкурентами. Покращання виробництва, широке розповсюдження технологій та кращої практики організації бізнесу роблять будь-яку технологічну перевагу тимчасовим фактором конкурентноздатності. Суть конкуренції змінилася, але ціль залишається попередньою — приваблювати нових та зберігати контингент зацікавлених покупців. Критерії вибору змінилися, ефективні раніше фактори — ціна і якість — уже не визначають вибір. Покупець шукає не просто товар — він шукає продукт, який задовольняє специфічному набору вимог в конкретний час. Для реалізації нових вимог потрібні нові інструменти. В результаті цього з'явилася нова модель бізнесу — планування ресурсів, синхронізоване з покупцем (CSRP), яка в більшій мірі визначає діяльність підприємства зі створення конкретного продукту, потрібного «тут і зараз» конкретному споживачу.

## Зв'язокERPта CSRP
В рамках методики CSRP великого значення набуває інтеграція системи управління ресурсами підприємства з програмними продуктами її контрагентів, що реалізують специфічні завдання управління (наприклад, управління технологічним устаткуванням, проектуванням виробів) і розрахунку специфічних ресурсів, характерних для конкретного підприємства. Такими продуктами можуть бути, наприклад, системи оптимального розміщення замовлень, управління технологією і т. д.
ERP (Enterprise Resource Planning)-технології, які оптимізують управління підприємством, прийом замовлень, планування виробництва, закупівлю сировини та комплектуючих виробів, виробництво, доставку, — переважно внутрішні операції. Але якщо конкурентна перевага в наш час[коли?] визначається динамічним створенням та доставкою купівельної цінності, то існуюча ERP-модель є недостатньою. Виробники повинні розширювати правила гри і включати нового гравця — покупця — протягом життєвого циклу продукту. Найпотужніші інструменти управління виробництвом і в наш час створюються на базі ядра ERP, але обов'язково фокусуються на інтеграції з покупцями. Система ефективного планування виробництва має два фокуси — на виробничій ефективності і на створенні нової цінності для покупців. Така цінність створюється за рахунок того, що методологія CSRP охоплює повний життєвий цикл — від визначення необхідної функціональності і проектування майбутнього виробу з врахуванням вимог замовника, до гарантійного і сервісного обслуговування після продажу.
Методологія CSRP використовує перевірену, інтегровану функціональність ERP-систем та перенаправляє виробниче планування від виробництва до покупця. CSRP надає дієві методи та засоби для створення продуктів з підвищеною цінністю для покупця.

## Етапи впровадження CSRP-технологій
- оптимізувати виробничу діяльність, створивши ефективну виробничу інфраструктуру на основі ERP;
- інтегрувати покупця та сфокусовані на покупцеві підрозділи організації з основними плануючими та виробничими підрозділами;
- впровадити відкриті технології для створення технологічної інфраструктури, яка зможе підтримувати інтеграцію покупців, постачальників та програм управління виробництвом.